# Kanaalplaatvloer

1 = buitenspouwblad,
2 = isolatie,
3 = binnenspouwblad,
4 = stuclaag,
5 = afwerkvloer en
6 = kanaalplaatvloerelement

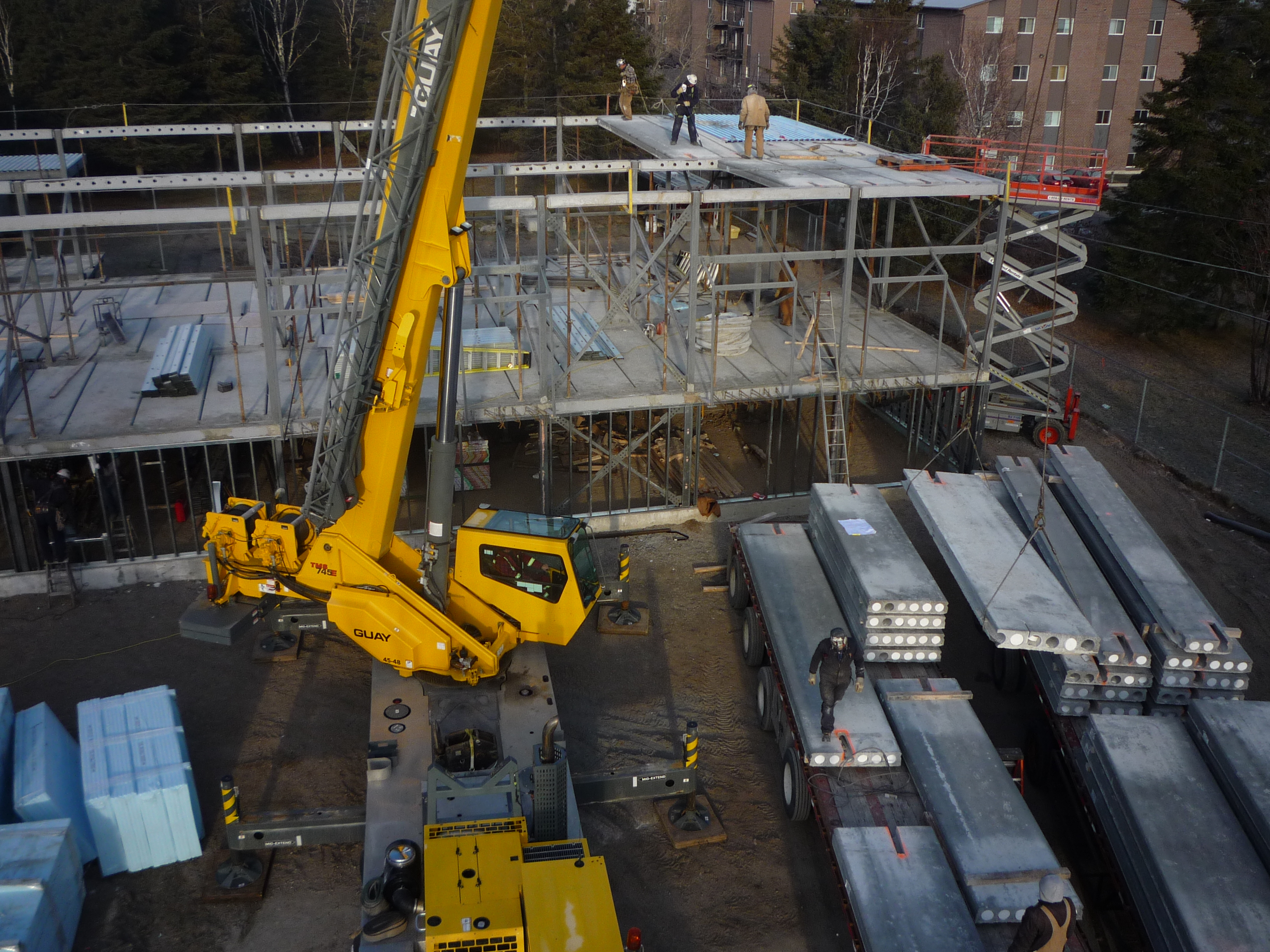
Bouwplaats met kanaalplaatvloerelementen die gecombineerd worden met staalskeletbouw.

Een kanaalplaatvloer bestaat uit vlakke rechthoekige elementen, kanaalplaten of (in Zuids-Nederlands) welfsels genoemd, die gemaakt zijn van prefab voorgespannen beton. In deze platen zijn holle kanalen aangebracht. Deze kanalen maken de platen lichter zonder dat ze veel van hun sterkte verliezen. 
De vloeren zijn vrijdragend en direct na plaatsing volledig belastbaar.

## Toepassingen
Omdat kanaalplaatvloeren relatief licht zijn, worden ze veel toegepast in de woningbouw en utiliteitsbouw. Ze zijn ideaal als verdiepingsvloer, kelderdek of als dak. Ook kunnen ze voor beganegrondvloeren gebruikt worden, mits ze voorzien zijn van isolatiemateriaal. 
Met deze platen kunnen in de utiliteitsbouw overspanningen tot 18 meter worden bereikt. Voor woningbouw zijn dunnere platen van 6 à 8 meter lengte meestal voldoende. Kanaalplaten worden in een standaardbreedte van 1200 mm geleverd. Er zijn speciale passtroken beschikbaar van 300, 600 en 900 mm. breed. Kanaalplaatvloeren zijn verkrijgbaar in verschillende diktes, afhankelijk van de gekozen overspanning en belasting.
Bij hoge veranderlijke belastingen (in utiliteitsbouw) kan de sterkte worden verhoogd door het toepassen van een gewapende druklaag. Dit is een laag van gewapend beton die ervoor dient de totale vloerdikte, en daarmee de sterkte, te verhogen. De dikte van de eventueel benodigde druklaag wordt door de constructeur bepaald. Op de kanaalplaatvloer komt doorgaans een afwerklaag van 50 tot 70 mm.

## Installaties
In de afwerklaag kunnen eventueel leidingen en vloerverwarming worden aangelegd. Deze laag is niet dik genoeg voor riolering en (mechanische) ventilatie. Een dikkere afwerklaag zal nodig zijn of speciale vloerhulpstukken worden toegepast om dergelijke leidingen op te nemen in de vloerconstructie. Er zijn ook kanaalplaten waarin leidingsleufsparingen zijn aangebracht, deze vloeren heten leidingplaatvloeren. Bij deze leidingplaatvloeren is het ondervlak dikker zodat de vloer hier zijn sterkte uit kan halen en er sleuven in de vloer opgenomen kunnen worden om leidingen aan te brengen.

## Isolatie
Speciaal voor beganegrondvloeren worden er platen gefabriceerd met isolatiemateriaal, deze vloeren worden geïsoleerde kanaalplaten genoemd. Onder de kanaalplaat wordt dan een laag steenwol of eps aangebracht. Aan de uiteindes van de platen zitten nokken met daar tussenin isolatiemateriaal. Dit is gedaan om de koudebrug met de fundering te verkleinen.